# Lincoln (condado de Forest, Wisconsin)
Lincoln es un pueblo ubicado en el condado de Forest en el estado estadounidense de Wisconsin. En el Censo de 2010 tenía una población de 955 habitantes y una densidad poblacional de 5,86 personas por km².

## Geografía
Lincoln se encuentra ubicado en las coordenadas 45°32′59″N 88°51′45″O / 45.54972, -88.86250. Según la Oficina del Censo de los Estados Unidos, Lincoln tiene una superficie total de 163.04 km², de la cual 150.53 km² corresponden a tierra firme y (7.67%) 12.51 km² es agua.

## Demografía
Según el censo de 2010, había 955 personas residiendo en Lincoln. La densidad de población era de 5,86 hab./km². De los 955 habitantes, Lincoln estaba compuesto por el 62.72% blancos, el 0% eran afroamericanos, el 35.5% eran amerindios, el 0% eran asiáticos, el 0% eran isleños del Pacífico, el 0.31% eran de otras razas y el 1.47% pertenecían a dos o más razas. Del total de la población el 2.3% eran hispanos o latinos de cualquier raza.